# عبد الله السيفان
عبد الله السيفان ( 1949 - 22 ديسمبر 2016 ) ممثل كويتي دخل المجال  من خلال مشاركته في مسلسل الإبريق المكسور عام 1978 وقدم العديد من المسرحيات والمسلسلات التليفزيونية وكان أخرها مسلسل دلق سهيل عام 1996 وابتعد عن المجال الفني في نفس العام.

## أعماله

### المسلسلات
- 1996: دلق سهيل (ج1)
- 1995 : صالح تحت التدريب
- 1994 : بومتيح يوش متيح يطش
- 1994 : ميزان العدالة
- 1993 : قاصد خير
- 1993: مرآة الزمان
- 1993: طيف السلام
- 1993: طش ورش
- 1990 : الوفاء
- 1987 : بو صالح يريد حلا
- 1986 : المغامرون الثلاثة
- 1983 : امرأة ضد الرجال
- 1981 : دنيا الدنانير
- 1981: علاء الدين
- 1981: درس خصوصي
- 1980 : الجوهرة
- 1980: الجرح الجديد
- 1980 :العتاوية
- 1980: بيت أبو خالد
- 1979: مذكرات جحا
- 1978 : الإبريق المكسور

### المسرحيات
- 1987 : حبابة وحماره القايله
- 1986: أولاد جحا
- 1986 : عنترة بن شداد
- 1985: حذاء سندريلا
- 1983: دفاشة
- 1983 : صبوحة خطبها نصيب
- 1982 : زوجة من سوق المناخ
- 1982 : يسوونها الكبار
- 1980: المهرج